# 5miinust
5miinust (estilitzat en majúscules com 5MIINUST; pronunciat "viis miinust") és un grup de hip hop estònia format en Võsu en 2015. Els membres del grup són Kristjan Jakobson (pseudònim "Estoni Kohver" o simplement "Kohver"),  Mihkel Tamm ("Päevakoer"),  Karl Kivastik ("Põhja-Korea" o simplement "Korea"), i Priit Tomson ("Lancelot"). [Originalment se'ls va unir un cinquè membre, Pavel Botšarov ("Venelane"), qui va deixar el grup el 2023 i va començar una carrera en solitari sota el pseudònim Gameboy Tetris.
5miinust representarà Estònia al Festival de la Cançó d'Eurovisió 2024 al costat de Puuluup amb ''(Nendest) narkootikumidest ei tea me (küll) midagi".

## Història
Fundada a Võsu , al comtat de Lääne-Viru, 5miinust va guanyar protagonisme el 2018, l'any en què els dos àlbums d'estudi "Aasta plaat" i "Rämmar", publicats el 2016 i el 2017 respectivament a través de Legendaarne Records, es van classificar entre els vint millors dels millors. Venda d'àlbums a les llistes nacionals, convertint-los en dos dels 18 àlbums més exitosos del 2018. L'any següent van gravar el senzill "Aluspükse" amb Nublu, que va passar sis setmanes consecutives al capdavant de l'Eesti Tipp- 40, convertint-se en la tercera cançó més venuda a Estònia el 2019. També el mateix any van signar amb la branca bàltica d'Universal Music Group, un segell a través del qual van llançar els següents senzills, "Paaristõuked", "Peo lõpp" i "Loodus ja hobused", els tres número u a l'Eesti Tipp-40.
Com a part dels Estonian Music Awards, els principals premis de la indústria musical d'Estònia, han guanyat en la categoria d'Artista de l'Any en dues ocasions, a més de rebre dues nominacions addicionals.
El novembre de 2023, 5miinust i Puuluup van ser anunciats com un dels semifinalistes d'Eesti Laul 2024, la selecció estònia per al Festival de la Cançó d'Eurovisió 2024, amb la cançó "(Nendest) narkootikumidest ei tea me (küll) midagi". Es van classificar per a la final durant la primera ronda de la semifinal. Finalment, van guanyar la final i representen Estònia al concurs.

## Discografia

### Àlbums d'estudi
| Títol                           | Detalls                                                                                                  | Posicions màximes dels gràfics |
| Títol                           | Detalls                                                                                                  | EST                            |
| ------------------------------- | --- | ------------------------------ |
| Korralik Saavutus - Aasta Plaat | - Publicació: 10 d'agost de 2016 - Segell: Legendaarne Records - Formats: Descàrrega digital , streaming | 16                             |
| Rämmar                          | - Publicació: 1 de maig de 2017 - Segell: Legendaarne Records - Formats: Descàrrega digital, streaming   | 12                             |

### Àlbums col·laboratius
| Títol                                                   | Detalls |
| ------------------------------------------------------- | --- |
| Kannatused ehk külakiigel pole stopperit (amb Puuluup ) | - Publicat: 26 d'abril de 2024 - Segell: Universal Music Oy - Formats: CD, vinil, descàrrega digital, streaming |

### Reproduccions esteses
| Títol          | Detalls                                                                                                  |
| -------------- | --- |
| Niid per Spiid | - Publicat: 23 d'abril de 2018 - Segell: Legendaarne Records - Formats: Descàrrega digital, streaming    |
| Kõik on Süüdi  | - Publicat: 30 de novembre de 2021 - Segell: Universal Music Oy - Formats: Descàrrega digital, streaming |

### Solters

#### Com a artista principal
| Títol                                                                 | Curs | Posicions màximes dels gràfics | Àlbum o EP                              |
| Títol                                                                 | Curs | EST                            | Àlbum o EP                              |
| --------------------------------------------------------------------- | ---- | ------------------------------ | --------------------------------------- |
| " Pood erootika "                                                     | 2017 | 2                              | Sengles sense àlbum                     |
| " Võlg " (amb Tigran i 372)                                           | 2018 | 14                             | Sengles sense àlbum                     |
| " Jõul " (amb Sass Henno )                                            | 2018 | 6                              | Sengles sense àlbum                     |
| " Aitäh " (amb Sass Henno)                                            | 2018 | 4                              | Sengles sense àlbum                     |
| " Tsirkus " (amb Nublu i Pluuto [ et ] )                              | 2019 | 1                              | Sengles sense àlbum                     |
| " Lendan " (amb Orelipoiss )                                          | 2019 | —                              | Sengles sense àlbum                     |
| " Tasuta "                                                            | 2019 | 15                             | Sengles sense àlbum                     |
| " Aluspükse " (amb Nublu)                                             | 2019 | 1                              | Sengles sense àlbum                     |
| " Paaristõuked " (amb Villemdrillem [ et ] )                          | 2019 | 1                              | Sengles sense àlbum                     |
| " Peo lõpp "                                                          | 2020 | 1                              | Sengles sense àlbum                     |
| " Loodus ja hobused " (amb Hendrik Sal-Saller )                       | 2020 | 1                              | Sengles sense àlbum                     |
| "Glòria"                                                              | 2021 | *                              | Sengles sense àlbum                     |
| "Buffalo"                                                             | 2021 | *                              | Sengles sense àlbum                     |
| " Koptereid "                                                         | 2021 | *                              | Kõik on Süüdi                           |
| " Vams "                                                              | 2022 | *                              | Sengles sense àlbum                     |
| " Kõrvetab " (amb Nublu i Nexus)                                      | 2023 | *                              | Sengles sense àlbum                     |
| " Kallab " (amb Nublu i Elina Born )                                  | 2023 | *                              | Sengles sense àlbum                     |
| " (Nendest) narkootikumidest ei tea me (küll) midagi " (amb Puuluup ) | 2023 | 16                             | Kannatused ehk külakiigel pol stopperit |
| " Isegi kakelda pole kellegagi " (amb Puuluup )                       | 2024 | —                              | Kannatused ehk külakiigel pol stopperit |

#### Com a artista destacat
| Títol                                                                        | Curs | Àlbum o EP         |
| ---------------------------------------------------------------------------- | ---- | ------------------ |
| " Nii või naa (Neljas öö Remix)" ( Jüri Pootsmann amb 5miinust i Sass Henno) | 2016 | Single sense àlbum |
| " Viskit 2018 " (Öökülm amb 5minust, Genka, Napoleon i Contra)               | 2018 | Viskit             |

### Altres cançons classificades
| Títol                                                    | Curs | Posicions màximes dels gràfics | Àlbum o EP                      |
| Títol                                                    | Curs | EST                            | Àlbum o EP                      |
| -------------------------------------------------------- | ---- | ------------------------------ | ------------------------------- |
| " Fuuria " (amb Genka, Jalgpalluri Tütar i Kuera)        | 2016 | 12                             | Korralik Saavutus - Aasta Plaat |
| " K2lifaat " (amb Genka, Cool D, Vana Yoss i Beebilõust) | 2016 | 15                             | Korralik Saavutus - Aasta Plaat |
| " Kum "                                                  | 2016 | 13                             | Korralik Saavutus - Aasta Plaat |
| " Karussell "                                            | 2017 | 4                              | Rämmar                          |
| " Naabrid "                                              | 2017 | 6                              | Rämmar                          |
| " Delirium "                                             | 2017 | 20                             | Rämmar                          |
| "Squittles"                                              | 2017 | 30                             | Rämmar                          |
| " Pohmakas "                                             | 2018 | 22                             | Niid per Spiid                  |
| " Anna vett "                                            | 2018 | 20                             | Niid per Spiid                  |
| " Trenažöör " (amb Sass Henno i Jozels)                  | 2018 | 1                              | Niid per Spiid                  |
| " Keti lõpp " (amb Reket [ it ] )                        | 2018 | 8                              | Niid per Spiid                  |